# Medaille voor het Redden van Mensenlevens
De Medaille voor het Redden van Mensenlevens (Duits: Lebensrettungsmedaill) was een onderscheiding van het hertogdom Saksen-Meiningen. De ronde zilveren medaille werd voor opofferend en moedig gedrag bij het redden van mensenlevens uitgereikt. 
De medaille werd door George II van Saksen-Meiningen ingesteld. Op de oudste medailles die tot 1889 werden uitgereikt is het rechterprofiel van de hertog met een korte baard afgebeeld. Deze medailles zijn uiterst zeldzaam. Op de na 1903 geslagen zilveren medailles kijkt de vorst naar rechts en heeft de oude man een lange baard.  
Het rondschrift luidt "GEORG HERZOG VON SACHSEN MEININGEN".
Men droeg de medaille op de linkerborst. Deze medailles werden ondanks de materiaaltekorten tijdens de Eerste Wereldoorlog nooit van oorlogsmetaal vervaardigd. In november 1918 moest de laatste regerende hertog Bernhard III van Saksen-Meiningen aftreden en de vrijstaat Saksen-Meiningen heeft in haar korte bestaan (1918 - 1920) geen medailles uitgereikt. Er zijn geen medailles met de beeldenaar van Bernhard III van Saksen-Meiningen geslagen.